# Panissières
Panissières este o comună în departamentul Loire din sud-estul Franței. În 2009 avea o populație de 2.960 de locuitori.

## Evoluția populației
| An        | 1975  | 1982  | 1990  | 1999  | 2006  | 2009  |
| --------- | ----- | ----- | ----- | ----- | ----- | ----- |
| Populație | 3.046 | 2.903 | 2.867 | 2.860 | 2.797 | 2.960 |